# Московские высшие женские курсы
Московские высшие женские курсы (МВЖК, также курсы Герье) — высшее учебное заведение для женщин в России. Существовали с 1872 по 1918 год (с перерывом в 1888—1900 годы), после чего были преобразованы во 2-й МГУ.

## Исторические сведения

### Первый период (1872—1888)
В начале 1871 года сверхштатный профессор всеобщей истории Московского университета В. И. Герье направил попечителю Московского учебного округа князю А. П. Ширинскому-Шихматову записку о целесообразности открытия в Москве высших женских курсов, к которой присовокупил проект «Положения о высших женских курсах», в котором изложил цель и программу создаваемых курсов. В мае 1872 года министр народного просвещения граф Д. А. Толстой дал согласие на открытие в Москве высших женских курсов как частного учебного заведения и утвердил «Положение о высших женских курсах» .
1 ноября 1872 года на Волхонке, 16 в здании Первой мужской гимназии состоялось торжественное открытие Московских высших женских курсов (курсы профессора В. И. Герье), где выступили профессора Императорского Московского университета священник А. М. Иванцов-Платонов, С. М. Соловьёв и В. И. Герье .
Бюджет курсов складывался из платы за обучение и добровольных пожертвований. Первые пожертвования поступили от жены Герье Евдокии Ивановны, её тёти Е. К. Станкевич (по 500 рублей ежегодно) и К. Т. Солдатёнкова (100 рублей ежегодно). 13,44 % источников дохода курсов составляли дивиденды от облигаций, приобретённых Герье на часть доходов от деятельности курсов. Кроме того, дополнительно (1 %) слушательницы курсов собирали деньги на приобретение книг для библиотеки курсов. Для пополнения бюджета курсов Герье устраивал благотворительные спектакли в Театре Солодовникова. На доход от спектаклей в 1883 году 46 слушательницам были выданы пособия. Кроме того, денежные средства изыскивались за счёт продажи книг и открыток, печатавшихся в собственной типографии.
Первоначально обучение было рассчитано на 2 года, а с 1879 года по новому Уставу — 3 года. Московские курсы имели историко-филологическую направленность, обязательными предметами были утверждены: история России и всеобщая история, русская литература и всеобщая литература, история цивилизации и история искусства, физика. Для желающих предполагалось преподавание иностранных языков, математики и гигиены. Занятия были платными: по 30 рублей в год оплачивали за весь курс студентки, и по 10 рублей в год за отдельный предмет — вольнослушательницы . В общем объёме поступавших финансовых средств плата за обучение составляла более 75 %; часть средств (до 7 %) составляли добровольные пожертвования; с 1875 по 1882 год Московская купеческая управа выделяла по 500 рублей в год на 10 стипендий.
В 1872—1873 годах курсы располагались в помещении на Волхонке, в 1873—1876 годах — в помещении Музея прикладных знаний на Пречистенке, 32 и в 1877—1888 годах — в здании, специально выстроенном для Политехнического музея.
Постоянные слушательницы должны были при вступлении предоставить документ о среднем образовании или выдержать вступительные экзамены по русской и всеобщей истории, русской и всеобщей литературе. Слушательницы также представляли автобиографию, свидетельство генерал-губернатора о нравственном поведении и политической благонадёжности, две фотографии и, в обязательном порядке, разрешение старшего мужчины в семье или супруга.
Численность слушательниц на курсах была по тем временам довольно высокой: в первый год по открытии курсов она доходила до 70 (большая часть слушательниц перешла с Лубенских курсов), затем до 1878 года она колебалась между 103—107, а с 1879 года численность слушательниц постепенно возрастала, достигнув в 1884/85 учебном году 256.
В 1881 году на курсах была введена новая гуманитарная дисциплина — история философии.

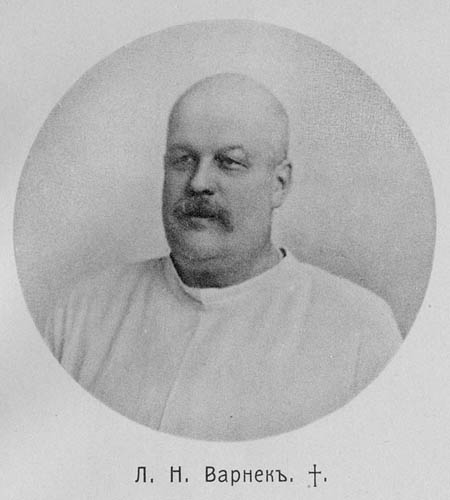
Л. Н. Варнек, преподаватель МВЖК

Лекции на курсах читали известные профессора Московского университета (в Уставе было специально оговорено, что в качестве преподавателей будут приглашаться преимущественно профессора университета). Среди первых преподавателей были: профессор Ф. А. Бредихин (физика, астрономия), профессор А. Н. Веселовский (русская литература), профессор П. Г. Виноградов (история средних веков), профессор В. О. Ключевский (русская история), ректор Московского университета, профессор В. С. Соловьёв и Л. М. Лопатин (история философии), В. И. Герье (история), профессор Н. И. Стороженко (всеобщая литература), профессор Н. С. Тихонравов (древняя русская литература), Ф. И. Буслаев (история искусств). С 1877 года историю русского языка и древнерусскую литературу преподавал В. Ф. Миллер. Позже политэкономию преподавал А. И. Чупров, физику — А. Г. Столетов, историю зарубежной литературы — профессор А. А. Шахов.
Руководил работой курсов педагогический совет, возглавляемый профессором С. М. Соловьёвым. В попечительный комитет курсов входили Е. К. Станкевич (в девичестве — Бодиско (1824—1904), жена А. В. Станкевича), К. Т. Солдатёнков, Е. И. Герье.
За 16 лет курсы выдали 41 диплом, который давал право на преподавание в старших классах женских гимназий, кроме того, 322 студентки сдали выпускные экзамены, что давало им право на преподавание в младших классах гимназий.
В 1882—1885 годах на курсах училась Мария Павловна Чехова, после окончания которых 18 лет преподавала историю и географию в частной московской женской гимназии Л. Ф. Ржевской. Выпускницами Высших женских курсов этого периода были: Зинаида Иванова (Н. Мирович) и Екатерина Клетнова. В разное время на курсах учились: Вера Муромцева, будущая жена И. А. Бунина, переводчица, публицист; близкий друг А. П. Чехова Лидия Мизинова, актриса, переводчица, мемуарист, литературный и театральный критик, ставшая прототипом Нины Заречной в пьесе «Чайка»; Надежда Афанасьевна Булгакова, родная сестра М. А. Булгакова.
В 1886 году Министерством народного просвещения был воспрещен приём на курсы, и в 1888 году они закрылись.

Слабоумные люди, заправлявшие в 80-х годах, полагали, что одержали большой успех над революцией, запретив приём девиц на Высшие женские курсы. Но десять лет спустя сами убедились в своей ошибке и стали думать о восстановлении курсов.
— В. И. Герье. ОР РГБ. Ф. 70. К. 32. Д. 3. Л. 9 об. — 10

### Второй период (1900—1918)
В 1900 на курсы поступили выпускницы средних учебных заведений из 41 губернии. Новые курсы уже не были частным заведением, получая часть средств от Министерства народного просвещения.

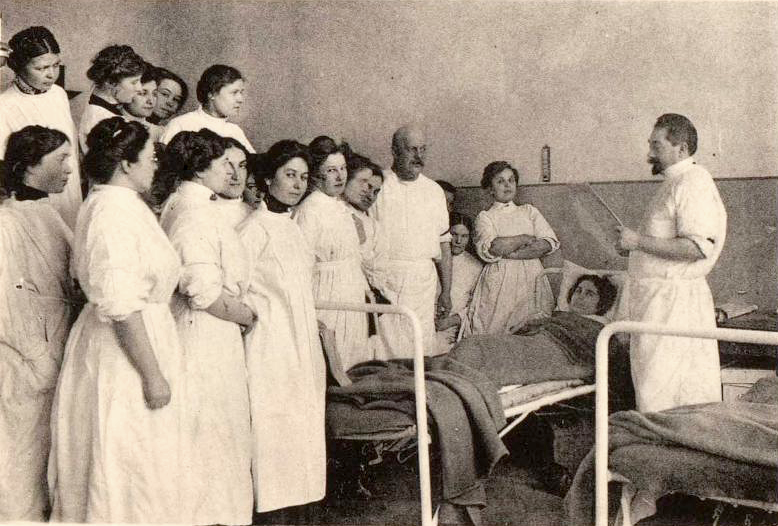
Занятие студенток медицинского факультета курсов в гинекологической клинике. Ок. 1912 г.

Срок обучения на курсах в 1900 году увеличился до четырёх лет. На вновь открытых курсах было два отделения — историко-философское и физико-математическое. В 1906 году по новому Уставу устанавливалась факультетская структура МВЖК. В дополнение к двум имевшимся был открыт медицинский факультет (ныне — Российский национальный исследовательский медицинский университет имени Н. И. Пирогова), что сделало структуру курсов близкой к структуре классического университета (до революции университеты в России состояли, как правило, из четырех факультетов: историко-филологического, физико-математического, медицинского и юридического). Клинической базой медицинского факультета МВЖК с 1911 года стала Бахрушинская больница. В 1906/07 учебном году на курсах была введена предметная цикловая система преподавания вместо курсовой системы со специализацией на старшем курсе. На всех факультетах также были утверждены новые учебные планы. Для изучения обязательных предметов отводилось 15 часов в неделю.
До 1905 года директором курсов снова был В. И. Герье. В 1905 году, в отсутствие находившегося за границей В. И. Герье, директором был избран В. И. Вернадский. Однако в связи с тем, что Вернадский одновременно был избран помощником ректора Императорского Московского университета, он так и не приступил к исполнению своих обязанностей в МВЖК. В том же году на повторных выборах директором курсов был избран С. А. Чаплыгин.
На курсах преподавали такие выдающиеся учёные, как В. И. Вернадский (со своим учеником В. В. Карандеевым), С. А. Чаплыгин, С. С. Намёткин, Н. Д. Зелинский, А. А. Эйхенвальд, Б. К. Млодзиевский, А. Н. Реформатский, И. А. Ильин, А. В. Цингер, Б. А. Кистяковский и др. Одной из первых женщин-профессоров стала выпускница курсов О. Н. Цубербиллер, автор многократно переиздававшегося учебника по аналитической геометрии «Задачи и упражнения по аналитической геометрии».
С 1910 года профессор Н. Д. Виноградов стал читать курс истории педагогических учений.
В 1905 году Московская городская управа приняла решение о бесплатном предоставлении курсам земельного участка на Девичьем поле. 3 июня 1907 года состоялась закладка зданий учебных корпусов (архитектор C. У. Соловьёв) на земельном участке по Малой Царицынской улице (ныне — Малая Пироговская). В 1908 году открылись корпуса Физико-Химического факультета и Анатомического Театра (архитектор А. Н. Соколов) по Трубецкому переулку (ныне переулок Хользунова), а в 1913 году — Аудиторный корпус МВЖК  (ныне — Главный корпус Московского педагогического государственного университета).
1911 год стал этапным в жизни Московских высших женских курсов. В связи с разразившимся конфликтом между Императорским Московским университетом и министром народного просвещения Л. А. Кассо (получившем название Дела Кассо) университет покинула большая группа профессоров и преподавателей, большинство из которых приступили к работе на МВЖК. К 1912 году на курсы были привлечены 227 профессоров, преподавателей, лекторов и ассистентов, более трети из которых имели учёные степени доктора или магистра; в их числе: бывший ректор Московского университета А. А. Мануйлов, астроном П. К. Штернберг, математик Н. А. Извольский, биологи М. А. Мензбир и Н. К. Кольцов, физиологи М. Н. Шатерников и Л. С. Минор, философы Л. М. Лопатин, П. И. Новгородцев, историки М. К. Любавский, Ю. В. Готье, И. В. Цветаев, А. А. Кизеветтер, социолог В. М. Хвостов, биолог Л. А. Тарасевич, историк философии А. В. Кубицкий. Среди сотрудников курсов были и женщины: Мария Егоровна Беккер, помощница инспектрисы курсов; Ольга Александровна Алфёрова, библиотекарь; Нина Евгеньевна Веденеева, ассистент кафедры неорганической химии (1914) и кафедры физики (1916).
В 1912 году выпускницы МВЖК впервые получили право сдавать экзамены в Императорский Московский университет. 17 ноября 1912 года Совет курсов утвердил «Положение об оставлении слушательниц при Московских высших женских курсах», позволяющего оставлять на факультете выпускниц для подготовки их к преподавательской деятельности по представлению профессора (профессоров) на 2 года.
В 1913 году для курсов была приобретена зоологическая коллекция А. Ф. Котса, которая положила начало Дарвиновскому музею.
В 1915/16 учебном году Московским высшим женским курсам было предоставлено право проведения выпускных экзаменов и выдачи дипломов о высшем образовании. К 1918 году курсы насчитывали 8,3 тысячи слушательниц, уступая в этом только МГУ.
По инициативе бывших слушательниц было учреждено «Общество для доставления средств московским высшим женским курсам».
За 1900—1913 годы численность курсисток увеличилось с 223 до 7155. МВЖК стали одним из крупнейших вузов Российской империи.
Согласно протоколу комиссии Наркомпроса РСФСР от 16 октября 1918 года МВЖК были преобразованы во 2-й Московский государственный университет.

## Известные выпускницы
Основная категория: Категория:Выпускницы Московских высших женских курсов
Во второй период существования курсов (с 1900 года) в числе выпускниц были:
- Вера Степановна Нечаева, в будущем известная исследовательница творчества Ф. М. Достоевского, автор самой полной научной биографии В. Г. Белинского.
- В 1910 году естественное отделение окончила Надежда Николаевна Сушкина (1889—1975), почвовед-микробиолог, впервые давшая оценку влияния микроорганизмов на состав природных образований.[17]
- В 1907—1914 годах на курсах училась Белла Розенфельд, первая жена Марка Шагала.[18]
- В 1917 году курсы окончила Лидия Карловна Лепинь (1891—1985), специалист по физической и коллоидной химии, будущий академик АН Латвийской ССР.[19]